# Belavia
Belavia är Belarus statligt ägda flygbolag. Belavia binder samman Belarus med vissa europeiska städer och destinationer i Oberoende staters samvälde (OSS). Även några destinationer i Mellanöstern trafikeras. Basen är Minsks internationella flygplats. Flygbolaget har drygt 1 000 anställda. Under de senaste sex åren har flygbolaget passagerarantalet fördubblats och 2009 hanterades 700 000 passagerare. Flygbolagets europeiska verksamhet har blivit allvarligt störd på grund av sanktioner mot Belarus av Europeiska unionen.
Belavia flottan består mestadels av nyare västerländska kort- till medeldistansplan vilka har ersatt den åldrande Tupolevflottan (Tu134/Tu154) som tidigare utgjorde stommen i flottan. På vissa charterdestinationer kan Tu-154 fortfarande användas. Flygbolaget flyger även Bombardier CRJ på rutter med glesare trafik och regionalt.
Flottan omfattar även Boeing 737-BBJ2 och Challenger 850 som används som regeringsplan. 

## Flygplansflottan i augusti 2014
- 7 Boeing 737-300
- 6 Boeing 737-500
- 1 Canadair CRJ-100
- 3 Canadair CRJ-200
- 2 Embraer-175
- 3 Tupolev Tu-154[1]